# Comte de Warrington
Pour les articles homonymes, voir Warrington.

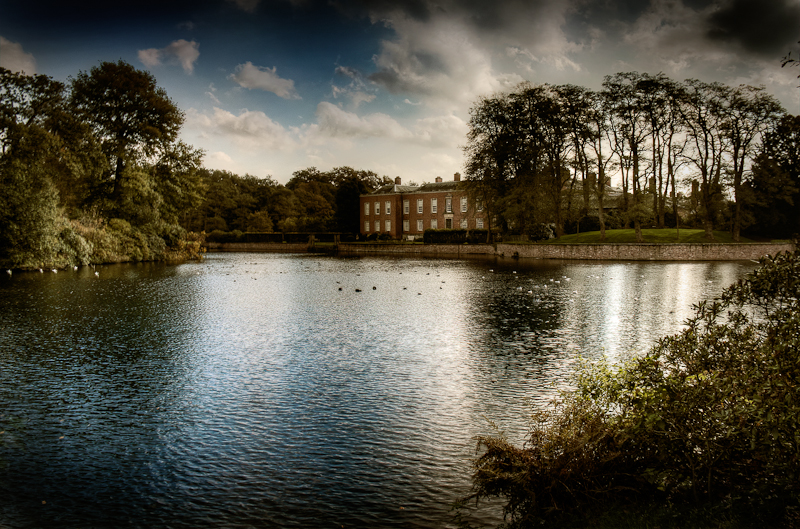
Dunham Massey Hall, dans le Cheshire, siège traditionnel de la famille Booth-Grey.

Le titre de comte de Warrington est l'un des anciens comtés dans la pairie d'Angleterre (éteint depuis 1758), lié aux titres subsidiares de baron Delamer (éteint depuis 1770) et de baronnet (créé en 1611, dormant depuis 1797).
Henry Booth, 2e baron Delamer puis chancelier de l'Échiquier, fut élevé au rang de comte le 17 avril 1690, par le roi Guillaume III d'Angleterre, pour récompenser de son aide lors de la Glorieuse Révolution en 1688.
Le titre fut recréé dans la pairie de Grande-Bretagne par George III en faveur de la famille Grey, héritiers des grandes domaines Booth en conséquence du mariage en 1702 du 4e comte de Stamford avec lady Mary Booth, fille unique du 2e et dernier comte de Warrington (de la première création).

## Galerie

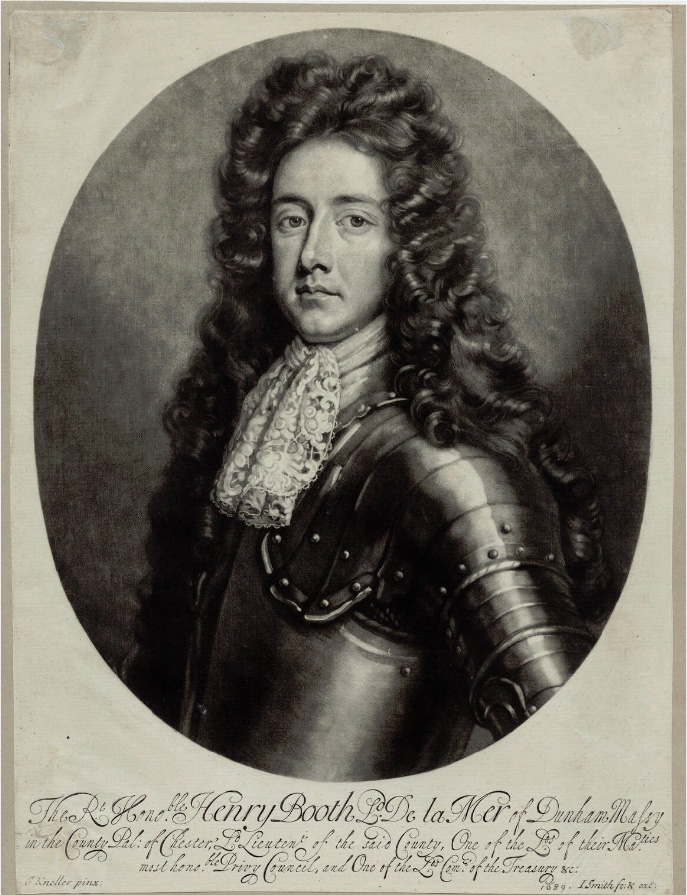
Henry Booth, 1er comte
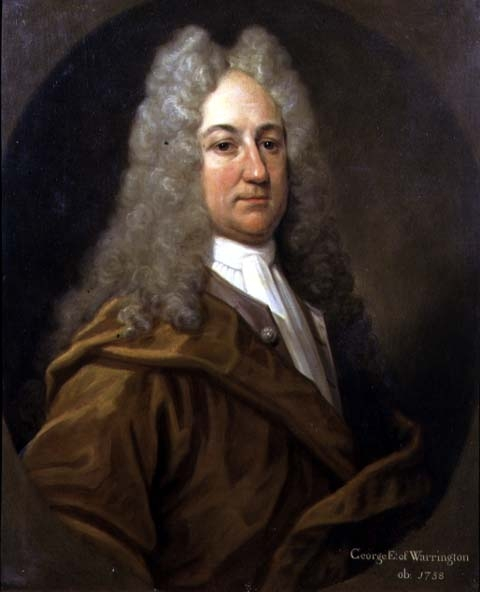
George Booth, 2e comte
Blason des Booth
Couronne comtale
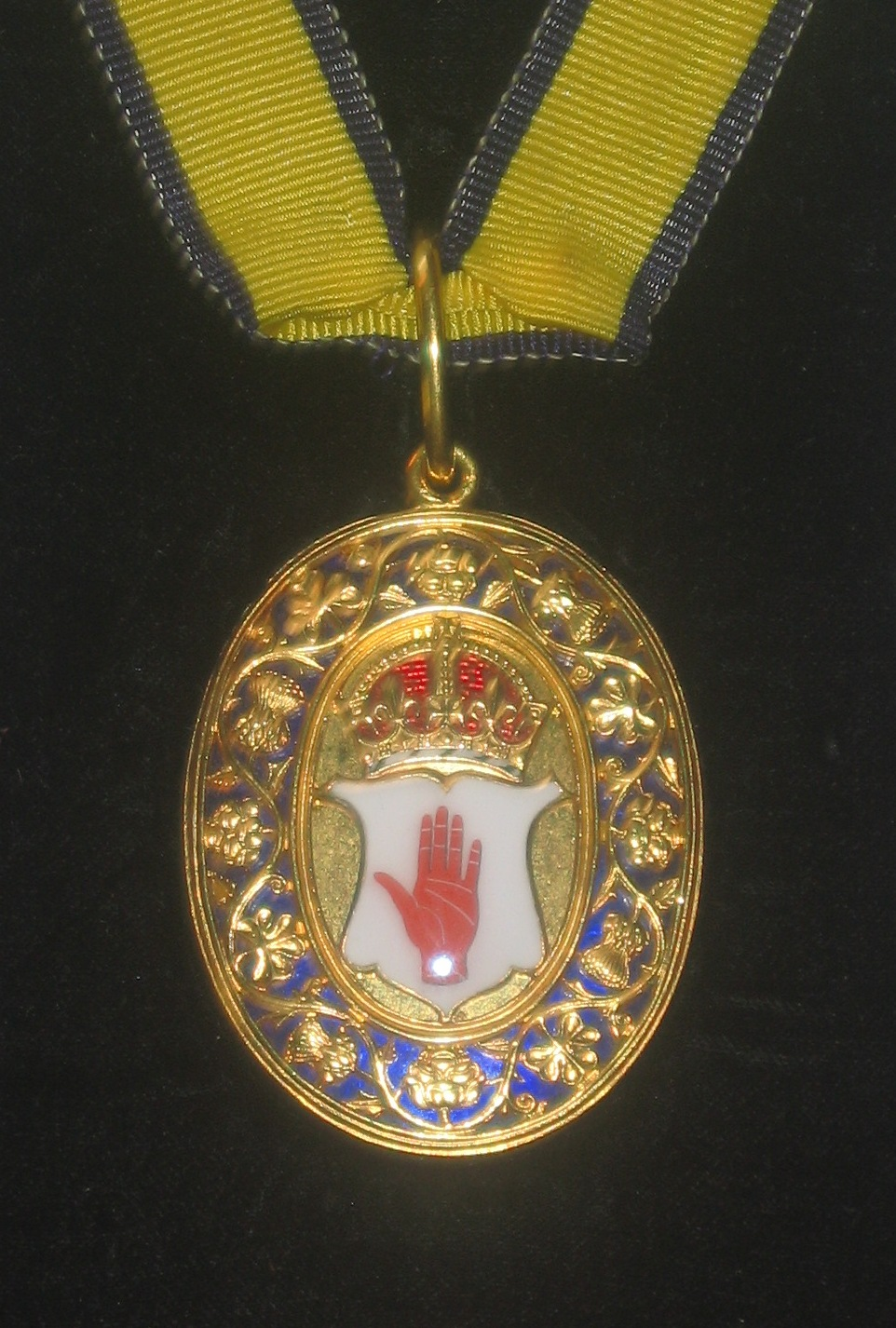
Insigne de baronnet

## Première création (1690)
- 1690-1694 : Henry Booth (1652-1694), fils de George Booth, 1er baron Delamer et sa femme lady Elizabeth Grey ;
- 1694-1758 : George Booth (1675-1758), 3e baron Delamer et 4e baronnet. Fils du précédent.

Le titre dans la pairie d'Angleterre s'est éteint.

## Deuxième création (1796)
- 1796-1819 : George Grey (1737-1819), 5e comte de Stamford ;
- 1819-1845 : George Booth-Grey (1765-1845), 6e comte de Stamford et 2e comte de Warrington. Fils du précédent ;
- 1845-1883 : George Booth-Grey (1827-1883), 7e comte de Stamford et 3e comte de Warrington. Petit-fils du précédent.

Le titre dans la pairie de Grande-Bretagne s'est éteint.